# Ivanovci Đakovački
Ivanovci Đakovački, naselje u sastavu Grada Đakova, Osječko-baranjska županija.

## Povijest
Naselje je do prosinca 2011. g. nosilo naziv Ivanovci Gorjanski.

## Kultura
- KUD "Petőfi Sándor" Ivanovci Đakovački

## Obrazovanje
- Područna škola Ivanovci, O.Š. "Vladimir Nazor" Đakovo[6]

## Šport
- NK Mladost Ivanovci (3. ŽNL Osječko-baranjska, NS Đakovo, 2008./09.)

## Stanovništvo
Prema popisu stanovništva iz 2011. godine u Ivanovcima Đakovačkim živi 580 stanovnika.
| broj stanovnika | 315   | 400   | 375   | 486   | 567   | 597   | 612   | 618   | 662   | 695   | 706   | 725   | 767   | 845   | 825   | 580   | 503   |
|                 | 1857. | 1869. | 1880. | 1890. | 1900. | 1910. | 1921. | 1931. | 1948. | 1953. | 1961. | 1971. | 1981. | 1991. | 2001. | 2011. | 2021. |